# Geschichte der palästinensischen Autonomiegebiete
Dieser Artikel schildert die politische Entwicklung der palästinensischen Autonomiegebiete in der historischen Region Palästina beginnend mit dem Ende des Ersten Weltkriegs, der den Niedergang des osmanischen Reiches besiegelte.

## Geopolitische Ausgangslage zu Beginn des 20. Jahrhunderts
Die Hussein-McMahon-Korrespondenz (ein Briefwechsel von 1915 bis 1916 zwischen dem Emir des Hedschas, Hussein ibn Ali, Sherif von Mekka, und Sir Henry McMahon, britischer Hochkommissar in Ägypten) hatte die politische Zukunft der arabischen Länder des Nahen Ostens sowie das Bestreben Großbritanniens, eine arabische Revolte gegen die osmanische Herrschaft anzufachen zum Inhalt. McMahons Aussagen wurden von den Arabern als Zusage für eine arabische Unabhängigkeit gewertet.
Im Sykes-Picot-Abkommen vom 16. Mai 1916 hingegen wurden in einer geheimen Übereinkunft zwischen den Regierungen Großbritanniens und Frankreichs deren koloniale Interessen im Nahen Osten ohne Einbeziehung der Interessen der Araber festgelegt.
In der Balfour-Deklaration vom 2. November 1917 erklärte sich Großbritannien einverstanden mit den zionistischen Bestrebungen, in Palästina eine „nationale Heimstätte“ des jüdischen Volkes zu errichten. Dabei sollten „die Rechte bestehender nicht-jüdischer Gemeinschaften“ gewahrt bleiben. Zu diesem Zeitpunkt befand sich Palästina noch im Machtbereich der Osmanen. Am 31. Oktober 1917 war die Schlacht von Beerscheba unter dem britischen General Edmund Allenby an der Palästinafront erfolgt und somit hatte die Eroberung des osmanischen Mutesarriflik Jerusalem durch britische Truppen eingesetzt, welche bis Dezember 1917 faktisch beendet wurde. Die Schlacht bei Megiddo (1918) und die kurz darauf erfolgte Einnahme von Damaskus stellten zudem den Schlusspunkt der britisch-osmanischen Mesopotamienfront und der Arabischen Revolte dar. Das Osmanische Reich musste am 30. Oktober 1918 dem Waffenstillstand von Mudros zustimmen.
Auf der Konferenz von Sanremo, welche vom 19. bis zum 26. April 1920 im italienischen Sanremo stattfand, beschloss der Oberste Rat der Entente-Mächte (Großbritannien, Frankreich, Italien und Japan) im Rahmen der Neuaufteilung des besiegten Osmanischen Reichs verschiedene Mandate (Syrien, Libanon, Mesopotamien, Palästina). Frankreich erhielt das Völkerbundmandat für Syrien und Libanon zugesprochen, während Großbritannien Palästina (beiderseits des Jordan) und das Britische Mandat Mesopotamien (Irak) erhielt. Obwohl den Absprachen gemäß der Hedschas und das Gros der arabischen Halbinsel an Araber gingen, meinten viele ihren Interessen seien nicht genügt worden.

## Britisches Mandatsgebiet Palästina
Ein Ziel des Mandats für Palästina war die Umsetzung der Balfour-Deklaration von 1917. Artikel 25 des Mandates erlaubte es Großbritannien, die Mandatsgebiete „zwischen dem Jordan und der endgültig festgelegten Ostgrenze Palästinas“ von der Durchführung von wesentlichen Mandatsbestimmungen, wie denen zur Errichtung einer jüdischen nationalen Heimstätte, vorläufig auszunehmen. Damit wurde die Voraussetzung für die 1923 erfolgte Einsetzung des halbautonomen Emirats Transjordanien (des Vorläufers des heutigen Staates Jordanien) durch die Briten geschaffen, so dass der Raum für die Errichtung einer nationalen Heimstätte (Israel) in Palästina auf das Gebiet westlich des Jordan (Cisjordanien) beschränkt wurde.
Durch Zuwanderungswellen hatte die jüdische Bevölkerung erheblich zugenommen, was von der einheimischen arabischen Bevölkerung mit Skepsis gesehen wurde und immer häufiger zu Konflikten führte. Deswegen beschränkte das Weißbuch von 1939 der Briten die Einwanderung (trotz des zeitgleich stattfindenden Zweiten Weltkriegs). Das Weißbuch wurde von den palästinensischen Arabern als Zeichen der Rückkehr zur Fairness aber von den Zionisten des Neuen Jischuw als Ungerechtigkeit empfunden. Vor diesem Hintergrund spitzte sich die Lage gegen Ende der britischen Herrschaft zu. Vor allem in den 1930er und 1940er Jahren kam es zu blutigen Konflikten sowohl zwischen Juden und Arabern, aber auch im Kampf gegen die Mandatsmacht.
Die britische Regierung sah sich zunehmend außer Stande, ihr Mandat weiter auszuüben und wandte sich 1947 an die UNO. Noch im selben Jahr legte die UNO einen Teilungsplan vor, der je etwa die Hälfte des Gebiets für die beiden Parteien vorsah. Im Gazastreifen, dem Westjordanland sowie in weiteren Gebieten in Obergaliläa (v. a. um die Stadt Akko) und im nördlichen Negev sollte ein arabischer Staat gegründet werden, Jerusalem sollte unter internationale Verwaltung gestellt werden. Dieser Plan wurde von der jüdischen Seite akzeptiert, von den arabischen Führern jedoch abgelehnt, da sie jegliche Landansprüche der Juden missbilligten.

## Israelischer Unabhängigkeitskrieg/Palästinakrieg
Schon nach Bekanntwerden des Beschlusses kam es zu erbitterten Gefechten zwischen arabischen und jüdischen Einheiten. Durch die Flucht bzw. Vertreibung von palästinensischen Arabern entstand das palästinensische Flüchtlingsproblem. Die Gesamtheit dieser Vorgänge wird aus palästinensischer Sicht als Nakba bezeichnet. Am 14. Mai 1948 endete das britische Mandat in Palästina; noch am selben Tag wurde der Staat Israel ausgerufen. Die arabische Seite verzichtete hingegen auf die Ausrufung eines palästinensischen Staates, weil sie die Teilung generell ablehnte.
In der gleichen Nacht begann mit dem Vormarsch benachbarter Armeen (unter anderem Syriens und Ägyptens) der sogenannte Israelische Unabhängigkeitskrieg (Palästinakrieg). Nach seinem Ende im Januar 1949 war es der israelischen Armee gelungen, große Gebiete hinzuzugewinnen.

## Jordanische und ägyptische Besatzung
Auch auf den verbleibenden Gebieten – Westjordanland und Gazastreifen – wurde kein Staat „Palästina“ gegründet. Die besagten Gebiete wurden von Ägypten bzw. Jordanien völkerrechtswidrig besetzt, bis sie im Krieg von 1967 (Sechstagekrieg oder 3. arabisch-israelischer Krieg) von Israel erobert wurden. Der Gaza-Streifen wurde von Ägypten verwaltet und Jordanien annektierte 1950 die von der jordanischen Armee besetzten Gebiete Palästinas (Westjordanland und Ostjerusalem). Palästinensische Freischärler, sogenannte Fedajin, überfielen von Jordanien aus nach dem 1. israelisch-arabischen Krieg (1948/49) israelische Dörfer. Israelische Truppen führten Vergeltungsschläge auf jordanisches Gebiet durch. Israel baute Wehrdörfer. 1952 wurde unter Führung des palästinensischen Arztes George Habasch, einem orthodoxen Christen, in Amman die nasseristische panarabische Bewegung Arabischer Nationalisten gegründet.
Während des Suezkrieges ab 29. Oktober 1956 besetzen israelische Verbände den gesamten Gazastreifen. Sie drangen auf der Sinai-Halbinsel bis zum Suezkanal vor, während britische und französische Truppen nach einem Ultimatum am 31. Oktober mit Bombenangriffen auf Ägypten begannen und am Suezkanal landeten. Nach Verurteilung durch die UN-Vollversammlung und Beschluss der Aufstellung einer Friedenstruppe durch die UN-Vollversammlung mit einer United-Peace-Resolution am 4. November und der Aufforderung an Israel, sich hinter die Grenzen zurückzuziehen, stimmten Großbritannien und Frankreich am 6. November einen Waffenstillstand zu. Am 8. November erreichten die israelischen Verbände den Suezkanal. Die ägyptische Regierung stimmte der Stationierung einer UN-Friedenstruppe zu. Am 3. Dezember trafen die ersten Einheiten der UN-Friedenstruppe am Suezkanal ein und am 22. Dezember 1956 verließen die britischen und französischen Verbände Ägypten. Im März 1957 verließen die israelischen Truppen die Sinai-Halbinsel und den Gaza-Streifen und eine UN-Friedenstruppe landete im Gaza-Streifen und an der ägyptisch-israelischen Grenze. Im November 1956 demonstrierten palästinensische Flüchtlinge in Jordanien gegen die pro-britische Politik der jordanischen Regierung unter König Hussein I. Jordanien kündigte daraufhin den Militärpakt mit Großbritannien.
1959 gründete Jassir Arafat die Al-Fatah als palästinensische Widerstandsorganisation in Kuwait. Mit Unterstützung des ägyptischen Präsidenten Gamal Abdel Nasser gründeten Palästina-Flüchtlinge am 28. Mai 1964 in Jerusalem die Palästinensische Befreiungsorganisation (englisch: Palestine Liberation Organization, PLO) mit dem Vorsitzenden Ahmad Shukeiri. Al-Fatah begann Ende 1964 mit Terroraktionen gegen Israel. Die PLO hatte ihr Hauptquartier in Kairo. Weitere palästinensische Organisationen verübten seit 1965 Anschläge in Israel. Die israelisch Armee führte an der Grenze zu Jordanien Vergeltungsschläge auf jordanisches Gebiet im Westjordanland gegen die Terrorgruppen durch. Von 1966 bis zum Sechstagekrieg überfielen palästinensische Widerstandskämpfer von Jordanien, Syrien und Libanon aus Israel. Auf Druck des ägyptischen Präsidenten Nasser zogen die UN-Truppen im Mai 1967 aus dem Gaza-Streifen und von der ägyptisch-israelischen Grenze ab. Während des Sechstagekriegs vom 5. bis 10. Juni 1967 besetzte die israelische Armee den Gaza-Streifen, Ostjerusalem und das Westjordanland, darüber hinaus auch den Sinai und die Golanhöhen. Viele palästinensische Zivilisten flüchteten in die arabischen Staaten. Die Guerillaorganisationen flüchteten nach Jordanien, Syrien, Libanon und Ägypten.

## Israelische Besatzung
Noch 1967 erließ die UNO die Resolution 242, in der Israel zum Rückzug aus „besetzten Gebieten“ aufgefordert wurde. Gleichzeitig wurde festgestellt, dass allen Staaten der Region die Anerkennung der Souveränität und das Recht auf sichere Grenzen zustehe. Die arabischen Staaten leugneten zunächst weiter das Existenzrecht des jüdischen Staates, obwohl realpolitisch bereits 1967 eine Kehrtwende eintrat, als die arabischen Staatschefs auf einer Gipfelkonferenz äußerten, dass sie politisch auf den Abzug Israels aus den besetzten Gebieten hinwirken wollten. Israel seinerseits begann schon bald mit dem Bau von staatlich geförderten Wehrdörfern und Siedlungen in den besetzten Gebieten, die allerdings (anders als später Ostjerusalem und der Golan im Jahr 1981) nicht offiziell annektiert wurden. Während die Sinai-Halbinsel nach dem Jom-Kippur-Krieg und dem israelisch-ägyptischen Vertrag zurückgegeben wurde, verblieben das Westjordanland und der ehemals ägyptisch besetzte Gaza-Streifen bei Israel, da sowohl Jordanien als auch Ägypten diese Gebiete nicht zurückbekommen wollten.

Westlich des Jordan gelegenes Gebiet des Völkerbundsmandates für Palästina
Palästinensisches Gebiet, wie es ihnen 1947 im UN-Teilungsplan für Palästina zugesprochen wurde (de jure besteht diese Regelung völkerrechtlich immer noch)
Palästinensische Gebiete nach dem Palästinakrieg und dem daraus resultierenden Waffenstillstandsabkommen von 1949
Palästinensische Autonomiegebiete, welche seit dem Sechstagekrieg 1967 nicht unter der anhaltenden israelische Besetzung stehen

 Israelische Besatzung seit 1967

### Palästinensischer Widerstand gegen die israelische Besatzung bis 1987
Die palästinensischen Widerstandsgruppen verstärkten den Kampf gegen Israel und unternahmen von Jordanien und dem Libanon Angriffe auf israelische Ziele. Israel führte Vergeltungsaktionen mit Überschreiten der Grenzen und Luftangriffen auf PLO und Al-Fatah-Stützpunkte durch. Im März 1968 drang die israelische Armee in Jordanien in das Al-Fatah-Lager in Karame ein. Es kam zu Gefechten mit jordanischen Truppen und Al-Fatah-Kämpfern (Schlacht von Karame). Am 17. Juli 1968 verabschiedete die PLO die Nationalcharta, in der der Kampf für die Freiheit der arabischen Bevölkerung Palästinas beschlossen und zur Vernichtung des Staates Israels aufgerufen wurde. Am 26. Dezember 1968 verübten Al-Fatah-Angehörige einen Anschlag auf ein israelisches Verkehrsflugzeug auf dem Athener Flughafen. Die israelische Armee griff als Vergeltung am 28. Dezember 1968 mit Hubschraubern den Beiruter Flughafen an, evakuierte Passagiere und Mitarbeiter und zerstörte Flugzeuge arabischer Fluggesellschaften. Im Februar 1969 trat die Al-Fatah in die PLO ein. Im Palästinensischen Nationalrat in Kairo wurde der Al-Fatah-Vorsitzende Arafat gegen den bisherigen PLO-Vorsitzenden Hamudas zum neuen Vorsitzenden gewählt. Die Al-Fatah wurde die stärkste Organisation in der PLO, die ihr Hauptquartier in Amman einrichtete.
1969 brachen im Libanon Kämpfe zwischen der christlich dominierten libanesischen Armee und prowestlichen christlichen Milizen und der PLO aus. Im Kairoer Abkommen wurde im Dezember 1969 der Rückzug der libanesischen regulären Armee aus dem Südlibanon vereinbart. Die palästinensischen Flüchtlingslager erhielten Autonomie. In Jordanien wurde die PLO zu einem Staat im Staate. Am 1. September 1970 schlug ein Anschlag auf den jordanischen König Hussein I. durch die Demokratische Volksfront zur Befreiung Palästinas (DFLP) fehl. Die DFLP unter Nayef Hawatmeh spaltete sich von der Volksfront zur Befreiung Palästinas (PLFP) ab. Nach Flugzeugentführungen im September 1970 durch die PFLP und der Ausrufung der Volksregierung militanter Palästinenser in Irbid am 16. September ging die jordanische Armee ab 17. September gegen die PLO vor. Syrien griff mit Bodentruppen in den Bürgerkrieg auf Seiten der palästinensischen Freischärler ein. Die syrischen und palästinensischen Truppen konnten zunächst Erfolge erzielen. Ab 22. September griff die jordanische Luftwaffe die syrischen Bodentruppen massiv an und die Syrer erlitten starke Verluste. Am 27. September 1970 vermittelte der ägyptische Präsident Gamal Abdel Nasser einen Waffenstillstand; die syrischen Bodentruppen zogen aus Jordanien ab und auch die PLO verließ Jordanien. Ihr Hauptquartier wurde nach Beirut und Teile nach Damaskus verlegt (vgl. Jordanischer Bürgerkrieg). 1971 wurden die letzten palästinensischen Freischärler aus Jordanien vertrieben.
1972 schlug König Hussein I. den Hussein-Plan vor: Dieser sah die Gründung eines Vereinigten Arabischen Königreiches aus Jordanien und dem Westjordanland und Gaza-Streifen vor. Sowohl Israel als auch die PLO und die meisten arabischen Staaten lehnten diesen Plan ab. Alle Verhandlungen zur Lösung des Nahostkonflikts scheiterten nach Vermittlungsbemühungen 1968/69 und nach der Waffenruhe im israelisch-ägyptischen Abnutzungskrieg 1969/70. Im August 1970 scheiterten nach Vermittlung von US-Außenminister William P. Rogers weitere Verhandlungen zur Lösung des Nahostkonflikts auf Grundlage der UN-Resolution 242. Die PLO verübte Terroranschläge. Im Auftrag der PLFP flogen Terroristen der Japanischen Roten Armee von Paris nach Tel Aviv und verübten am 30. Mai 1972 einen Anschlag auf den Flughafen Lod. Die israelische Polizei wurde durch die japanischen Terroristen überrascht, sie hatte mit arabischen gerechnet. Die Terroristen wurden gefasst. Am 5. September 1972 überfiel die Terrorgruppe Schwarzer September Sportler der israelischen Olympiamannschaft bei den Olympischen Spielen in München im olympischen Dorf und nahmen sie als Geiseln. Sie forderten die Freilassung von palästinensischen Häftlingen aus israelischen Gefängnissen und von RAF-Terroristen in deutschen Gefängnissen. Ein Befreiungsversuch einer deutschen Polizeieinheit scheiterte; die israelischen Geiseln kamen dabei ums Leben. Der israelische Geheimdienst Mossad führte eine Vergeltungsaktion zum Aufspüren von palästinensischen Terroristen durch, die israelische Luftwaffe bombardierte PLO-Stützpunkte im Südlibanon.
Im Jom-Kippur-Krieg vom 6. bis 25. Oktober 1973 scheiterte der Versuch von Ägypten und Syrien, die besetzten arabischen Gebiete zurückzuerobern. Israel wurde zu Beginn von dem Angriff Ägyptens auf die Halbinsel Sinai und Syriens auf die Golanhöhen überrascht. Doch es gelang der israelischen Armee, die ägyptische Armee zurückzudrängen und über den Suezkanal vorzustoßen und die syrische Armee auf den Golanhöhen zurückzudrängen. Die Genfer Nahostkonferenz am 21./22. Dezember 1973, bei der unter Vermittlung von UN-Generalsekretär Kurt Waldheim, US-Außenminister Henry Kissinger und des sowjetischen Außenministers Andrei Gromyko die arabischen Staaten Ägypten und Jordanien mit Israel verhandelten, wurde ergebnislos vertagt. Syrien und der Libanon nahmen nicht teil, da sie die Teilnahme der PLO verlangt hatten. US-Außenminister Kissinger vermittelte bis zum 18. Januar 1974 das 1. Truppenentflechtungsabkommen zwischen Israel und Ägypten an der Front und das Truppenentflechtungsabkommen zwischen Israel und Syrien bis 29. Mai 1974. Die israelischen Verbände zogen sich hinter die Front vor dem Jom-Kippur-Krieg zurück. Eine UN-Friedenstruppe wurde in den Pufferzonen am Suezkanal und auf den Golanhöhen stationiert. Die Kriegsgefangenen wurden ausgetauscht.
Die PLO verstärkte seit 1974 die Aktionen vom Südlibanon gegen Israel. Die israelische Luftwaffe bombardierte im Mai Lager der DFLP, die das Maʿalot-Massaker im Mai 1974 verübte. Im Oktober 1974 wurde die PLO als einzige legitime Vertreterin der Palästinenser in der Arabischen Liga anerkannt. Jordanien erkannte die PLO im November 1974 als Vertreterin der Palästinenser an, die PLO verzichtete auf Aktionen von Jordanien auf Israel. Am 13. November 1974 hielt PLO-Chef Arafat eine Rede vor der UN-Vollversammlung in New York. Darin forderte er die Anerkennung des Rechtes der Palästinenser auf einen Staat. Die UN-Vollversammlung beschloss einen Beobachterstatus für die PLO in der UN-Vollversammlung. Aus Protest gegen die Verhandlungsbereitschaft Arafats zur Lösung des Nahostkonflikts, gründete Abu Nidal eine palästinensische Terrororganisation außerhalb der PLO in Bagdad. Das irakische Regime unterstützte diese Organisation. Die PFLP unter dem christlichen Arzt George Habasch verließ das Exekutivkomitee, jedoch nicht die PLO. Die Volksfront zur Befreiung Palästinas – Generalkommando (PFLP-GC), eine Abspaltung der PFLP unter Führung Ahmad Dschibrils, verließ die PLO, da diese eine Verhandlungslösung anstrebte.
Am 13. April 1975 verübte die PLO einen Anschlag auf eine Kirche in einem Christenviertel in Westbeirut. Die christlich-maronitische Phalange-Miliz von Pierre Gemayel verübte ein Massaker auf Palästinenser in einem Bus der PLO und löste den libanesischen Bürgerkrieg aus, der bis 1990 andauerte. Zunächst hielten sich die libanesische Armee und die muslimischen Milizen heraus. Doch im September 1975 griffen linksgerichtete muslimische Milizen der Sunniten, Drusen und Schiiten unter der Führung des Drusen Kamal Dschumblat auf Seiten der palästinensischen Guerillas ein. Als im Frühjahr 1976 die muslimischen Milizen und die Palästinenser auch den prosyrischen christlichen Präsidenten Frangé in Bedrängnis brachten, und die reguläre libanesische Armee in christliche und muslimische Truppenteile zerfiel, griff die syrische Armee am 1. Juni 1976 mit Bodentruppen auf Seiten der christlichen Milizen ein. Die PFLP und PFLP-GC bekämpften auf Seiten der Syrer die PLO unter Führung Arafats. Die proirakische palästinensische Nidal-Gruppe unterstütze die PLO-Führung. Die syrischen Truppen drangen in weite Teile des Libanons ein. Die Kämpfe dauerten bis Oktober 1976 an. Eine arabische Friedenstruppe wurde im Libanon stationiert. Der Südlibanon südlich des Litani-Flusses blieb unbesetzt; dort herrschte die PLO. Die palästinensischen Gruppen PFLP und PLFP-GC stellten ihren Kampf gegen die PLO-Führung ein. Am 30. März 1976 beschlagnahmte die israelische Militärverwaltung im Westjordanland Land der palästinensischen Bewohner zum Bau israelischer Siedlungen. Palästinenser demonstrierten gegen die Enteignung und begannen Streiks im Westjordanland.
Am 27. Juni 1976 entführten Terroristen der PFLP und der deutschen Revolutionären Zellen ein Air-France-Flugzeug auf dem Flug von Tel Aviv nach Paris über Athen in Richtung Bengasi nach Entebbe in Uganda und nahmen die Passagiere als Geiseln. Die israelischen Geiseln wurden selektiert. Am 4. Juli befreite eine israelische Eingreiftruppe das entführte Flugzeug. Das ugandische Regime Idi Amins protestierte gegen das israelische Eingreifen. Die UN verurteilte die Verletzung der Souveränität Ugandas, verurteilten Israel aber nicht ausdrücklich. Während der UN-Generalversammlung im Herbst 1976 wurde der Terrorismus von der UN-Generalversammlung verurteilt. Die Arabische Liga nahm die PLO am 7. September 1976 als Vollmitglied auf. Im Frühjahr 1977 brachen im Libanon Kämpfe zwischen rivalisierenden Palästinensergruppen aus. Die neue israelische Regierung unter Ministerpräsident Menachem Begin mit einer Koalition des rechten Likud-Blocks mit religiösen Parteien, die nach den Wahlen im Mai 1977 an die Regierung kam, verstärkte den Bau jüdischer Siedlungen in den besetzten Gebieten im Gaza-Streifen und Westjordanland.
Am 13. Oktober 1977 entführten Kämpfer der PFLP die deutsche Lufthansa-Maschine Landshut auf dem Flug von Mallorca nach Frankfurt am Main im französischen Luftraum. Drahtzieher hinter der Entführung war Wadi Haddad, der aus der PLFP ausgeschlossen wurde und die Volksfront zur Befreiung Palästina – Externe Organisation (PLFP-EO) gründete. Nach einer Zwischenlandung in Rom zum Auftanken flog das Flugzeug Dubai an, wo es nach anfänglicher Weigerung zwischenlanden durfte. Danach flog es weiter nach Aden. Dort erzwangen die Terroristen den Weiterflug nach Mogadischu in Somalia. Die Entführer wollten deutsche RAF-Terroristen freipressen. Die Bundesregierung unter Bundeskanzler Helmut Schmidt gab der Forderung nicht nach. Am 18. Oktober unternahm die Spezialeinheit GSG 9 des deutschen Bundesgrenzschutzes mit Zustimmung der somalischen Regierung einen Einsatz zur Befreiung der Geiseln. Der Einsatz war erfolgreich.
Als erstes arabisches Staatsoberhaupt reiste der ägyptische Präsident Anwar as-Sadat auf Einladung Begins vom 19. bis 21. November 1977 nach Israel. In einer Rede vor der Knesset sprach sich Anwar as-Sadat für den Frieden mit Israel aus und forderte die Selbstbestimmung für die Palästinenser. Die PLO sowie die radikalen und prosowjetischen Staaten Libyen, Syrien und Irak lehnen den Friedensschluss mit Israel ab und bilden die Arabische Ablehnungsfront. Nach dem Anschlag von PLO-Terroristen auf einen Bus an der Küstenstraße in Israel am 11. März 1978 marschierte die israelische Armee am 14. März in den Südlibanon ein und ging gegen PLO-Stützpunkte vor. Die israelischen Einheiten drangen bis zum 20. März zum Fluss Litani vor ohne die Stadt Tyros zu besetzen. Von den Einheiten der arabischen Friedenstruppen blieben nur die syrischen Truppen im Libanon, die die muslimischen sunnitischen, schiitischen Amal und die Drusen-Miliz und die PLO unterstützten. Die von der Phalange abgespaltene christliche südlibanesische Armee unter Major Haddad wurde von den israelischen Truppen unterstützt. Am 19. März verurteilte der UN-Sicherheitsrat die israelische Invasion und beschloss die Stationierung einer UN-Friedenstruppe im Südlibanon.
Am 23. März trafen die ersten Einheiten der UN-Friedenstruppen ein. Die israelischen Verbände zogen sich bis auf einen 10 km breiten Streifen im Südlibanon zurück. Dort wurden auch Einheiten der Südlibanesischen Armee stationiert, die von der israelischen Armee mit Waffen beliefert wurden. Zunächst kämpften auch Schiiten aus dem Südlibanon in der SLA. Die israelische Armee zog sich aus den Südlibanon zurück und Israel lieferte seit August 1977 auch der Phalange-Miliz Waffen. Die Phalange bekämpfte die PLO (s. Libanesischer Bürgerkrieg). In dem unter US-Vermittlung zustande gekommenen Rahmenabkommen von Camp-David vom 17. September 1978 vereinbarten Israel und Ägypten den Abschluss eines Friedensvertrages zwischen beiden Staaten, in dem der Rückzug der israelischen Armee aus den besetzten Gebiet Sinai vorgesehen war. Der Kriegszustand wurde beendet und es sollte innerhalb von fünf Jahren nach Abschluss des Friedensvertrages eine endgültige Lösung der besetzten Gebiete Westjordanland und Gaza-Streifen mit begrenzter Autonomie für die Palästinenser vereinbart werden. Ägypten verzichtete auf die Rückgabe des bis 1967 von Ägypten verwalteten Gaza-Streifen. Nach weiteren Friedensverhandlungen unter Vermittlung der USA schlossen Israel und Ägypten am 26. März 1979 in Washington den Friedensvertrag zwischen beiden Staaten: Mit Inkrafttreten nahmen beide Staaten diplomatische Beziehungen auf. Ägypten verzichtete auf den Gaza-Streifen, innerhalb von drei Jahren zogen sich die israelischen Verbände aus den Sinai zurück. Innerhalb von fünf Jahren sollte eine endgültige Lösung der von israelischen Truppen besetzten arabischen Gebiete Westjordanland und Gaza-Streifen mit Autonomie vereinbart werden. Am 25. April 1979 trat der Friedensvertrag von Washington in Kraft. Die arabischen Staaten hatten auf einem Gipfel, der vom 26. bis 31. März stattfand, den israelisch-ägyptischen Friedensvertrag abgelehnt und die Mitgliedschaft Ägyptens in der Arabischen Liga wurde suspendiert. Auch die prowestlichen Monarchien Saudi-Arabien und Jordanien lehnten den Separatfrieden ab. Die PLO brach die Beziehungen zu Ägypten ab und die letzten PLO-Freischärler verließen Ägypten.
Ab April 1979 verstärkte die PLO ihre Angriffe vom Libanon aus gegen Israel. Die israelische Luftwaffe bombardierte PLO-Stützpunkte im Libanon. Am 18. April 1979 rief Major Hadad in dem von der SLA kontrollierten Gebiet im Südlibanon den „Freien Libanon“ aus. Unter US-Vermittlung nahmen 1979 israelische und ägyptische Delegationen Verhandlungen über eine Regelung in den besetzten palästinensischen Gebieten auf. Der Bau israelischer Siedlungen wurde zunächst gestoppt. Es fanden Kommunal- und Bürgermeisterwahlen der palästinensischen Bevölkerung im Gaza-Streifen und Westjordanland statt. Damit wurde die begrenzte Autonomie eingeleitet. Mitglieder der extremistischen israelischen Siedlerorganistation Gusch Emunim verübten jedoch Attentate auf Bürgermeister. 1982 setzte die israelische Besatzung die palästinensischen Bürgermeister ab und israelische Kommunalverwaltungen in den besetzten Gebieten ein. Auf dem EG-Gipfel im Juni 1980 verabschiedeten die Staats- und Regierungschefs der EG eine Erklärung, in der die EG die PLO als Vertreterin des palästinensischen Volkes anerkannte.
Am 30. Juli 1980 verabschiedete die Knesset das Jerusalemgesetz, in dem sie Ostjerusalem annektierte und Jerusalem zur israelischen Hauptstadt erklärte. Der UN-Sicherheitsrat erklärte die Annexion Ostjerusalems in einer Resolution am 20. August 1980 für nichtig. Nach der Amtsübernahme von Ronald Reagan als US-Präsident im Januar 1981 wurden die israelisch-ägyptischen Verhandlungen über die dauerhafte Autonomie der israelischbesetzten Gebiete Westjordanland und Gaza-Streifen ohne Einigung abgebrochen. Im April 1981 griff die israelische Luftwaffe syrische Raketenstellungen im Libanon an, nachdem syrische Truppen gegen die maronitische Phalange-Miliz eine Offensive eingeleitet hatten. Bis Juli griff die israelische Luftwaffe Stellungen der Syrer im Libanon an. PLO-Kämpfer griffen israelische Stellungen im südlibanesischen Grenzstreifen und in Nord-Israel mit Raketen an. Die israelische Luftwaffe bombardierte PLO Stützpunkte im Libanon. Am 17. Juli bombardierte die israelische Luftwaffe das PLO-Hauptquartier in Beirut.
Am 24. Juli 1981 vereinbarten unter US-Vermittlung Israel, Syrien, die PLO und die Phalange eine Waffenruhe. Die Luftangriffe wurden eingestellt. 1981 kehrte die Volksfront zur Befreiung Palästinas (PFLP) unter Habasch in das PLO-Exekutivkomitee zurück. Im April 1982 verübten PLO-Terroristen Anschläge in Jerusalem und auf die israelische Botschaft in Paris. Im Mai griff die PLO Nord-Israel vom Libanon aus mit Raketen an; die PLO hatte bis zu 20.000 Kämpfer im Libanon. Am 3. Juni verübte die Abu-Nidal-Organisation einen Terroranschlag auf die israelische Botschaft in London. Daraufhin beschloss das israelische Kabinett am 5. Juni 1982 die Invasion israelischer Truppen in den Libanon, der Libanonkrieg begann am 6. Juni 1982 begann. Die israelische Armee rückte in die UN-Pufferzone im Südlibanon zum Litani-Fluss vor. Die israelische Luftwaffe bombardierte PLO-Stützpunkte, syrische und Stellungen der muslimischen prosyrischen libanesischen Milizen mit Clusterbomben. Die israelischen Bodentruppen drangen in den folgenden Tagen über den Litani-Fluss gegen Widerstand der syrischen Bodentruppen und muslimischen Amal-, sunnitischen und drusischen Milizen vor. Israelische Luftlandetruppen landeten am 7. Juni an der Brücke nördlich von Sidon über den Awali-Fluss. Am 9. Juni griff die israelische Luftwaffe syrische Verbände bei einem Überraschungsangriff im Bekaa-Tal an. Am 10. Juni kam es südlich von Beirut am Flughafen Beirut zu schweren Gefechten der Israelis mit syrischen und Verbänden der muslimischen libanesischen Milizen und der PLO. Die israelische Luftwaffe griff syrische Stellungen im Bekaa-Tal an.
Nach Aufforderung des US-Präsidenten Reagan und auf Druck der sowjetischen Führung vereinbarten die Kriegsparteien am 11. Juni 1982 eine Waffenruhe, die zunächst die PLO nicht ausdrücklich miteinschloss. Am 12. Juni wurde die Waffenruhe auf die PLO ausgeweitet. Im Raum Beirut war die Waffenruhe brüchig. Es brachen immer wieder heftige Gefechte bei Beirut aus. Die israelischen Verbände erreichten den Stadtrand. Sie rückten in das von der Phalange beherrschte Ostbeirut vor und schlossen Westbeirut vom Land her ein. Am 25. Juni wurde eine Waffenruhe vereinbart. Auch diese wurde immer wieder gebrochen. Am 20. Juli begann die Belagerung von Westbeirut. Anfang August führte die israelische Luftwaffe schwere Bombardierungen von vermuteten PLO-Stellungen im Zentrum von Westbeirut durch. Durch US-Präsident Ronald Reagan wurde veranlasst, einer multinationaler Friedenstruppe zuzustimmen, die in Beirut den Waffenstillstand überwachen sollte und die Evakuierung der PLO-Kämpfer in verschiedene arabische Staaten überwachen sollte. Am 21. August wurde ein Waffenstillstand vereinbart. Eine multinationale Friedenstruppe aus US-, britischen, französischen und italienischen Verbänden landete in Westbeirut. Die syrischen Truppen wurden aus Westbeirut abgezogen. Vom 21. bis 31. August verließen die PLO-Freischärler West-Beirut und wurden in verschiedene arabische Staaten evakuiert. Das PLO-Hauptquartier wurde nach Tunis verlegt (siehe Libanesischer Bürgerkrieg).
Am 1. September 1982 schlug US-Präsident Reagan im Reagan-Plan die Gründung einer Konföderation aus Jordanien und dem Westjordanland und Gaza-Streifen vor. Bei einem Friedensschluss sollten die israelischen Truppen abgezogen werden. Nur Jordanien und Ägypten begrüßten diesen Plan. Israel und die anderen arabischen Staaten lehnten ihn ab. Auf dem Gipfeltreffen der Arabischen Liga vom 3. bis 9. September 1982 in Fés verabschiedeten die Mitgliedsstaaten außer Libyen den Fés-Plan: Die arabischen Staaten einschließlich der PLO würden Israel anerkennen. Es sollte bei einem Friedensschluss ein unabhängiger Palästinenser-Staat im Westjordanland und Gaza-Streifen gegründet werden und die israelische Armee sollte die besetzten Gebiete räumen. Die israelische Regierung lehnte diesen Plan ab. Nachdem sich die multinationale Friedenstruppe aus Beirut zurückgezogen hatte, verübte die PLO am 14. September ein Attentat auf den gewählten libanesischen Präsidenten Bachir Gemayel, der dabei getötet wurde. Daraufhin drangen israelische und Phalangetruppen in Westbeirut ein und umzingelten die palästinensischen Flüchtlingslager. Phalange-Milizionäre drangen ab 16. September in die Flüchtlingslager Sabra und Schatila ein und richteten ein Massaker an dort lebenden palästinensischen Zivilisten an (Massaker von Sabra und Schatila). Weltweit wurde das Massaker kritisiert, auch der UN-Sicherheitsrat verurteilte es. Die multinationale Friedenstruppe aus US-, britischen, französischen und italienischen Verbänden landete im September erneut in Beirut. Die israelischen Verbände zogen sich nach Ostbeirut zurück. Eine libanesische Armee aus christlichen und muslimischen Verbänden wurde in Westbeirut aufgestellt.
Im Mai 1983 brach innerhalb der Al-Fatah eine Rebellion unter Führung von Abu Musa im syrisch-kontrollierten Nord-Libanon gegen den Al-Fatah- und PLO-Vorsitzenden Arafat aus. Die Rebellen spalteten sich als Fatah al-Intifada ab. Die PFLP unter Habasch und die syrische Führung unter Hafis al-Assad vermittelten zunächst. Im Juni traf sich Arafat in Damaskus mit dem syrischen Präsidenten Assad. Dabei kam es zum Bruch Syriens mit Arafat. Die syrische Armee und die PFLP kämpften nun auf Seiten der Fatah-al-Intifada gegen die PLO Arafats. Bis November 1983 drängten die Syrer, Al-Fatah-al-Intifda und PFLP die Freischärler von Arafats PLO bis nach Tripoli zurück. Sunnitische Milizen unterstützten die PLO-Freischärler Arafats, während die prosyrische schiitische Amal-Miliz und die christlichen Milizen Frangé die Gegner Arafats unterstützten. Anfang November überfielen prosyrische Fatah-al-Intifada-Rebellen israelische Einheiten im Bekaa-Tal. Daraufhin bombardierte die israelische Luftwaffe Stützpunkte der palästinensischen Widerstandsgruppe. Ende November vereinbarten Syrien, die libanesischen Milizen, die PLO und die Fatah-al-Intifada einen Waffenstillstand.
Eine griechische Friedenstruppe wurde in der libanesischen Hafenstadt stationiert. Auf Schiffen der griechischen Friedenstruppe wurden Arafat und seine Anhänger in der PLO in andere arabische Staaten evakuiert. In Kairo traf Arafat erstmals seit dem Abbruch der Beziehungen 1979 mit dem ägyptischen Präsidenten Husni Mubarak zusammen. Die PLO-Kämpfer wurden nach Jordanien, in den Irak und nach Saudi-Arabien gebracht. Arafat kehrte in das PLO-Hauptquartier nach Tunis zurück. Im Januar 1984 griffen die Al-Fatah-al-Intifada-Rebellen israelische Stellungen im Südlibanon an. Israel vergeltete diese mit erneuten Luftangriffen auf die Rebellen (s. Libanesischer Bürgerkrieg, Fatah al-Intifada). Im Januar 1984 trat erstmals seit November 1974 das jordanische Parlament ohne die palästinensischen Abgeordneten zusammen. Im April 1984 verstrich die Frist aus der Abmachung im israelisch-ägyptischen Friedensvertrag über die endgültige Lösung der Autonomie in den israelisch-besetzten Gebieten Palästinas ohne Einigung. Im Mai wurde ein Gefangenenaustausch zwischen Israel, Syrien und der palästinensischen Gruppen aus dem Libanonkrieg 1982 durchgeführt. Die prosyrischen Palästinensergruppen boykottierten den Palästinensischen Nationalrat in Amman im Oktober 1984, auf dem Arafat als PLO-Vorsitzender bestätigt wurde.
Am 11. Februar 1985 schlossen die jordanische Regierung und die PLO unter Arafat ein Abkommen über die Bildung einer jordanisch-palästinensischen Föderation. Eine gemeinsame jordanisch-palästinensische Delegation sollte für Friedensverhandlungen gebildet werden. Nach dem Rückzug der israelischen Armee bis Juni 1985 in den Südlibanon südlich der Pufferzone der UNIFIL in das Gebiet, das die proisraelische Südlibanesische Armee kontrollierte, stießen arafattreue PLO-Kämpfer in Palästinenserlager in Westbeirut und in die von den Israelis geräumten Gebiete vor. Die Amal-Miliz und Fatah-al-Intifada-Kämpfer drangen gegen die PLO vor. Die Amal-Miliz verdrängte die PLO aus den Südlibanon. Im Juni wurde im Lagerkrieg in Beirut eine Waffenruhe vereinbart. Am 25. Juni konstituierte sich die jordanisch-palästinensische Delegation zur Vorbereitung der Konföderation Arabischer Staaten und für die Friedensverhandlungen mit Israel. Die israelische Regierung unter Shimon Perez (Große Koalition) lehnte am 22. Oktober 1985 Verhandlungen mit Terroristen ab, und auch die Verhandlungen mit der jordanisch-palästinensischen Delegation, da ihr PLO-Vertreter angehörten. Am 25. September erschossen Angehörige einer PLO-Elite-Einheit Israelis bei einem Anschlag in Larnaka (Zypern). Daraufhin bombardierte die israelische Luftwaffe am 1. Oktober das PLO-Hauptquartier in Tunis. Der UN-Sicherheitsrat verurteilte bei Enthaltung der USA und ohne Gegenstimmen den israelischen Militärschlag.
Am 7. Oktober entführten PLF-Terroristen das italienische Kreuzfahrtschiff Achille Lauro im Mittelmeer, um palästinensische Terroristen aus Gefängnissen freizupressen. Als Israel die Forderungen ablehnte, töteten sie einen jüdischen US-Bürger. Mehrere Häfen in Zypern und Syrien lehnten die Anlegeerlaubnis ab. Daraufhin erlaubte Ägypten das Anlegen im Hafen von Port Said am 9. Oktober. Der PLF-Gründer Abu Abbas reiste zu Verhandlungen nach Ägypten. Die Entführung wurde beendet. Während die PLF-Vertreter nach Rom fliegen wollten fingen am 12. Oktober US-Kampfflugzeuge das Flugzeug ab und zwangen es in Italien zur Landung. Die PLF-Mitglieder wurden festgenommen. Die italienische Polizei ließ Abu Abbas wieder frei und hielt die Entführer der Achille Lauro fest. Im Dezember 1985 verübten Terroristen der Abu-Nidal-Organisation Anschläge auf den Flughäfen in Wien und Rom, bei denen 18 Menschen ums Leben kamen. Im Dezember 1985 setzte die israelische Besatzungsmacht palästinensische Bürgermeister ein, die nicht der PLO angehörten. Der Bürgermeister von Nablus wurde von der PLO akzeptiert. Am 2. März 1986 wurde er bei einem Attentat von einem radikalen Palästinenser getötet. Am 19. Februar 1986 kündigte die jordanische Regierung die Konföderation Arabischer Staaten mit der PLO. Im Mai brachen in Beirut in den Lagern wieder Kämpfe zwischen der PLO auf der einen Seite und Amal und Fatah-al-Intifada auf der anderen Seite aus. Es wurden Waffenruhen vereinbart. 1987 wurden die Kämpfe eingestellt (siehe Libanesischer Bürgerkrieg). Im April 1987 nahmen die PFLP und die Fatah-al-Intifada wieder an dem Palästinensischen Nationalrat in Damaskus teil. Arafat wurde als PLO-Chef bestätigt.

### Die 1. Intifada
Nach einem Zusammenstoß eines israelischen Militärfahrzeuges mit zwei palästinensischen Taxis im Gaza-Streifen am 8. Dezember 1987 erhoben sich palästinensische Bürger mit Steinen bewaffnet im Gaza-Streifen gegen die israelische Besatzungsmacht. Die radikalislamische Hamas rief die Intifada aus. Damit begann die 1. Intifada (Aufstand gegen die israelische Besatzung in den Palästinensergebieten).
Die Intifada griff nach einigen Tagen auf das Westjordanland über. Der starke Ölpreisverfall 1986 und die starke Verringerung der Finanzhilfe der arabischen Ölstaaten am Persischen Golf waren Ursache der Unruhen. Die Palästinenser unterstützen den Aufstand mit Streiks. Auch die überraschte PLO unterstützte die Intifada. Israelische Polizei und Armee gingen gegen die gewalttätigen Aufständischen sowie gegen Streiks und Demonstrationen vor. Im Januar 1988 wurden PLO-Mitglieder aus den besetzten Gebieten in den Libanon abgeschoben. Am 31. Juli 1988 gab König Hussein von Jordanien die Auflösung der letzten rechtlichen und administrativen Bindungen Jordaniens zu den israelischbesetzten Gebieten Westjordanland und Ostjerusalem bekannt. Auf dem Palästinensischen Nationalrat in Algier rief PLO-Vorsitzender Jassir Arafat am 15. November 1988 den Staat Palästina aus. Der Palästinensische Nationalrat verabschiedete die palästinensische Unabhängigkeitserklärung. Das Exekutivkomitee der PLO wurde zur Exilregierung unter Führung Jassir Arafats. Zahlreiche Staaten erkannten den ausgerufenen Staat an, darunter arabische Staaten, Ostblockstaaten und Blockfreie Staaten sowie Staaten in Afrika und Asien. Im Dezember 1988 hielt Arafat vor der UN-Vollversammlung in Genf eine Rede, in der er das Existenzrecht Israels erstmals anerkannte. Die US-Regierung schlug in Vermittlungsbemühungen seit 1988 eine begrenzte Autonomie in den Palästinensergebieten und Wahlen unter Aufsicht einer UN-Kommission zu palästinensischen Körperschaften vor. Die israelische Regierung legte 1989 einen Friedensplan vor, der eine begrenzte Autonomie für Palästinenser vorsah, jedoch keine Wahlen unter internationaler Aufsicht. Die arabischen Staaten forderten die Unabhängigkeit des Palästinenserstaates.
Nach der irakischen Invasion in Kuwait am 2. August 1990 unterstütze die PLO den Irak unter dem Machthaber Saddam Hussein. Die palästinensischen Gastarbeiter kehrten aus Kuwait heim. Im Oktober kam es an der Klagemauer in Ostjerusalem zu Ausschreitungen zwischen aufständischen Palästinensern und israelischen Sicherheitskräften. Dabei wurden 17 Demonstranten erschossen. Der UN-Sicherheitsrat verurteilte die gewaltsame Niederschlagung der Demonstration in Jerusalem, jedoch wurde Israel nur milde verurteilt. Im Zweiten Golfkrieg, in dem eine Allianz westlicher Staaten und arabischer Staaten mit Saudi-Arabien, Golfstaaten und Syrien unter Führung der USA mit einem UN-Mandat, erteilt in der Resolution des UN-Sicherheitsrates vom 29. November 1990, nach Ablauf des Ultimatums bis zum 15. Januar 1991 ab 17. Januar mit einer Luftoffensive gegen Irak kämpfte, kämpften palästinensische Kämpfer auf Seiten der irakischen Armee. Nach der Befreiung Kuwaits durch die westlich-arabische Koalition ab 23. Februar und dem Beginn der Offensive der Bodentruppen in den Irak schlossen die Kriegsgegner am 28. Februar eine Waffenruhe. Der irakische Diktator Saddam Hussein blieb an der Macht. Nach dem Golfkrieg forderte die US-Regierung die Räumung israelisch besetzter Gebiete gegen Frieden. Im September 1991 wurden 340.000 der 400.000 in Kuwait lebenden palästinensischen Gastarbeiter vertrieben.
Vom 30. Oktober bis 2. November 1991 fand die Madrider Konferenz unter Vermittlung von USA, Sowjetunion und der EU mit Israel und den arabischen Staaten Syrien, Libanon und einer jordanisch-palästinensischen Delegation statt, in der die Palästinenser von Hanan Aschrawi vertreten wurden, die in Verbindung mit der PLO stand. Danach begannen ab 3. November multilaterale Verhandlungen der Vermittler USA, Sowjetunion, ab Januar 1992 Russland und der EU, die im Dezember 1991 in Washington und ab Januar 1992 in Moskau fortgesetzt wurden. Über eine umfassende Lösung des Nahostkonflikts in verschiedenen Gruppen wurde verhandelt. Im Februar 1992 fand die Konferenz in Moskau statt. Nach dem Bruch der israelischen Regierung des rechten Likud mit nationalreligiösen und den jüdischen Siedlern nahen rechten Parteien unter Ministerpräsident Jitzchak Schamir im März 1992 siegte bei den vorgezogenen Parlamentswahlen die Arbeitspartei unter Jitzchak Rabin. Er bildete eine Koalition mit Parteien der Mitte. Nach der Entführung eines israelischen Grenzpolizisten durch die Hamas am 13. Dezember wurden am 14. Dezember 1600 Hamas-Aktivisten in Gaza verhaftet. Am 17. Dezember wies Israel 415 Hamas-Mitglieder in den Südlibanon aus. Die libanesische Regierung verweigerte den Hamas-Mitgliedern die Einreise, sie mussten in der UN-Pufferzonen bleiben. Die Nahostverhandlungen wurden nicht wiederaufgenommen. Im März 1993 riegelte Israel den Gaza-Streifen und das Westjordanland ab. Im August 1993 führten unter norwegischer Vermittlung in der norwegischen Hauptstadt Oslo Vertreter Israels und der PLO Geheimverhandlungen. Sie einigten sich auf eine Lösung für die in der von der UNIFIL im Libanon kontrollierten Pufferzone festsitzenden 415 Hamas-Terroristen, die ersten wurden im August nach Israel hereingelassen und dort verhaftet, der Rest bis Dezember 1993 nach Israel gelassen und verhaftet. Im September nahmen unter Vermittlung der USA Vertreter Israels und der PLO in Washington Verhandlungen über eine Friedenslösung auf. Die PLO sagte sich vom Terrorismus los und verzichtete zukünftig auf Terroraktionen.

## Autonomie-Status
Die Palästinensischen Autonomiegebiete wurden nach den Oslo-Abkommen 1993 zwischen Israel und der PLO im Westjordanland und im Gazastreifen eingerichtet und sollen eine Vorstufe zu einem eigenen Staat Palästina darstellen, dessen Existenzrecht von arabischen Staaten anerkannt wird. Am 13. September 1993 unterzeichneten in der US-Hauptstadt Washingtons die Außenminister Schimon Peres (Israel) und Mahmud Abbas (PLO) sowie die Vermittler Warren Christopher (USA) und Andrei Kosyrew (Russland) unter Anwesenheit des israelischen Ministerpräsidenten Rabin, PLO-Chef Arafat und US-Präsident Bill Clinton die Prinzipienerklärung über die vorübergehende Autonomie in den Palästinensergebieten Gaza und ein Gebiet um Jericho im Westjordanland. Die Intifada wurde beendet. Es wurden Verhandlungen zum Abschluss eines Vertrages über die Selbstverwaltung vereinbart. Israel erkannte die PLO als Vertreter der Palästinenser an und die PLO verpflichtete sich zur Streichung von Passagen in ihren Nationalcharter, die zur Vernichtung Israels aufruft. Während die israelische Knesset die Prinzipienerklärung ratifizierte, ratifizierte die PLO diese Prinzipienerklärung bisher nicht. Sie trat am 13. Oktober 1993 in Kraft. Danach nahmen unter Vermittlung der USA Israel und die PLO die Verhandlungen über ein endgültiges Abkommen auf. Die Hamas lehnte die Verhandlungen ab. Es kam zu Ausschreitungen im Westjordanland. Am 4. Mai 1994 wurde das Gaza-Jericho-Abkommen in Kairo von Israels Ministerpräsident Rabin und PLO-Chef Arafat unterzeichnet: In 65 % des Gaza-Streifens und die Stadt Jericho wurde eine Autonomie der Palästinenser zunächst befristet für fünf Jahre vereinbart. Eine palästinensische Autonomiebehörde sollte eingerichtet werden. Die israelischen Truppen würden sich aus den autonomen Gebieten zurückziehen, die von einer Palästinensischen Polizei kontrolliert würden. Die israelische Armee behielt die Kontrolle in den jüdischen Siedlungen. PLO-Chef Jassir Arafat kehrte am 1. Juli 1994 von Tunis nach Gaza zurück. Die Palästinensische Autonomiebehörde wurde eingerichtet und am 5. Juli wählte sie Arafat zu ihren Präsidenten.
PLO-Einheiten wurden zu palästinensischen Polizeitruppen umgewandelt. Israel ließ PLO-Häftlinge frei. Im September 1995 schlossen Israel und die Palästinensische Autonomiebehörde das Interimsabkommen über das Westjordanland und Gaza-Streifen: Darin wurde die Wahl eines Palästinensischen Rates durch die Bevölkerung als Parlament und das Komitee als Autonomieregierung, sowie Wahlen von Kommunalverwaltung, die Übergabe weiterer Gebiete im Westjordanland an die Palästinensischen Autonomiegebiete und drei bisherige Abkommen wurden ersetzt (s. Oslo II, vgl. Oslo-Friedensprozess). Aus den Wahlen zum Palästinensischen Rat im Januar 1996 ging die Al-Fatah als Sieger hervor. Der Palästinensische Rat wählte Arafat zum Präsidenten der Autonomiebehörde. Am 26. April 1996 stimmte der Palästinensische Nationalrat der Streichung und Änderungen von Passagen in der Palästinensischen Nationalcharta zu, die zur Vernichtung des Staates Israels aufriefen. Durch palästinensische Selbstmordattentate und israelische Vergeltungsaktionen mit Besetzungen der Autonomiestädte sowie durch den fortschreitenden israelischen Siedlungsbau in den besetzten Gebieten war nach damaliger Einschätzung die Bildung eines eigenen Staates aber eher unwahrscheinlicher geworden.
Seit Oktober 2000 haben sich die Rahmenbedingungen noch einmal verschlechtert. Mit Beginn der Al-Aksa-Intifada nahmen Selbstmordanschläge und israelische Militärinterventionen zu. Die Gebiete sind seitdem weitgehend abgeriegelt, die Lebensbedingungen der Bevölkerung sind deutlich schlechter geworden. Wegen der anhaltenden Gewalt finden faktisch keine Gespräche zwischen beiden Seiten mehr statt. Derzeit baut Israel außerdem an einem mehrere hundert Kilometer langen „Anti-Terror-Zaun“, der das Westjordanland und den Gazastreifen vollständig abtrennen soll. Da er über weite Strecken tief in palästinensischem Gebiet verläuft, schmälert er die Chancen auf einen Staat „Palästina“ zusätzlich. Als sich nach der Wahl der Hamas in Palästina die Lage bürgerkriegsähnlich zuspitzte, hat der damalige israelische Ministerpräsident Ehud Olmert Verhandlungen angeboten, welche als Grundlage seinen sogenannten Konvergenz-Plan haben sollen. Darin wird den Palästinensern ein eigener Staat angeboten, u. a. gegen die Zustimmung zu den großen Gebietsverlusten, die durch den rechtswidrigen Verlauf des von Israel errichteten Grenzzauns weiter verfestigt worden sind.
Der Tod von Präsident Jassir Arafat am 11. November 2004 wurde von vielen Palästinensern als schwerer Verlust angesehen. Zu seinem Nachfolger wurde am 9. Januar 2005 Arafats langjähriger Vertrauter Mahmud Abbas gewählt.
Anfang Mai 2011 unterschrieb Ismail Haniyya (Hamas) gemeinsam mit Mahmud Abbas (Fatah) zur Überraschung vieler ein Versöhnungsabkommen, das eineinhalb Jahre zuvor die ägyptische Führung in Auftrag der Arabischen Liga aufgesetzt hatte. Vor allem die Hamas hatte sich lange gegen eine Unterzeichnung gewehrt. Beide Fraktionen planten vor der Parlamentswahl 2012, eine gemeinsame Übergangsregierung zu bilden. Palästinensische Politikexperten führten diesen Schritt auf die arabischen Aufstände („Arabischer Frühling“) seit Beginn des Jahres 2011 zurück. Das ägyptische Außenministerium kündigte daraufhin an, den Grenzübergang bei Rafah dauerhaft zu öffnen und so die israelische Gaza-Blockade zu beenden.